# Episodi di Blue Exorcist

Rin, Shiro e Yukio

Questa è la lista degli episodi dell'anime Blue Exorcist, tratto dall'omonimo manga di Kazue Katō. La serie segue la storia di Rin Okumura, un ragazzo che scopre di essere il figlio di Satana ed è determinato a diventare esorcista per vendicare la morte del suo padre adottivo, il reverendo Fujimoto. La trama dell'anime segue abbastanza fedelmente quella del manga fino all'episodio 15, per poi continuare la storia in modo alternativo.
Un adattamento anime è stato annunciato il 27 novembre 2010 sul sito ufficiale di Jump Square di Shūeisha. L'anime è stato diretto da Tensai Okamura, prodotto da Hitoshi Okamura e prodotto da A-1 Pictures. In origine la serie doveva andare in onda il 10 aprile 2011 su MBS in sostituzione di Star Driver: Kagayaki no Takuto; tuttavia, a causa del terremoto e maremoto del Tōhoku dell'11 marzo 2011, la trasmissione è stata posticipata al 17 aprile 2011 e si è conclusa il 2 ottobre seguente. Le sigle di apertura e chiusura dei primi dodici episodi sono rispettivamente Core Pride degli Uverworld e Take off dei 2PM, mentre dall'episodio tredici in poi cambiano in In my World dei ROOKiEZ is PUNK'D e Wired Life di Meisa Kuroki. Un OAV intitolato Kuro no lede è uscito il 26 ottobre 2011.
Una seconda stagione intitolata Blue Exorcist: Kyoto Saga è stata annunciata nel giugno 2016. Quest'ultima è stata diretta da Koichi Hatsumi, sceneggiata da Toshiya Ōno, presenta il character design di Keigo Sasaki e la colonna sonora di Hiroyuki Sawano e Kohta Yamamoto, inoltre lo studio A-1 Pictures è tornato alla produzione. La serie è stata trasmessa dal 6 gennaio al 24 marzo 2017. La sigla d'apertura è Itteki no eikyō (一滴の影響?) degli Uverworld mentre quella di chiusura è Kono te de (コノ手デ?) di Rin Akatsuki. Due ulteriori OAV sono usciti rispettivamente il 4 aprile e il 4 ottobre 2017.
Nel dicembre 2022 è stato annunciato che la serie riceverà un altro adattamento anime. Successivamente si è rivelata essere la terza stagione, intitolata Blue Exorcist: Shimane Illuminati Saga, che adatta i volumi 10-15 del manga originale. L'anime è prodotto da Studio VOLN e diretto da Daisuke Yoshida, la sceneggiatura è scritta da Toshiya Ōno, il character design curato da Yurie Oohigashi e la colonna sonora composta da Hiroyuki Sawano e Kohta Yamamoto. È stata trasmessa dal 6 gennaio al 23 marzo 2024 su Tokyo MX e altre reti. La sigla iniziale è Eye’s Sentry degli Uverworld mentre quella di chiusura è Gakkyū nisshi (学級日誌?) di Mulasaki-Ima.
Nel marzo 2024, in occasione dell'evento AnimeJapan 2024, è stata annunciata la quarta stagione. Nel luglio 2024 è stato annunciato che lo staff di Shimane Illuminati Saga sarebbe tornato a lavorare alla quarta stagione, la quale è suddivisa in due parti; la prima, sottotitolata Beyond the Snow Saga (雪ノ果篇?, Yuki no hate-hen) è andata in onda dal 5 ottobre al 21 dicembre 2024, mentre la seconda, sottotitolata The Blue Night Saga (終夜篇?, Yosuga-hen), è andata in onda dal 4 gennaio al 22 marzo 2025. Per Beyond the Snow Saga la sigla iniziale è Re Rescue di Reol, mentre quella di chiusura è Tsurara (ツララ?) di Yobahi. Per The Blue Night Saga la sigla iniziale è Tsūkaku (痛覚?) di Amazarashi, mentre quella di chiusura è Overlap (オーバーラップ?, Ōbārappu) di Shiyu.
In Italia sia la prima che la seconda stagione sono state pubblicate in versione sottotitolata su Netflix nel marzo 2019 mentre la terza e la quarta sono distribuite su Crunchyroll.

## Lista episodi

### Blue Exorcist
| Nº serie | Nº  | Titolo italiano Giapponese 「Kanji」 - Rōmaji | In onda           | In onda |
| Nº serie | Nº  | Titolo italiano Giapponese 「Kanji」 - Rōmaji | Giapponese        |         |
| 1        | 1   | Il diavolo risiede nelle anime umane 「悪魔は人の心に棲む」 - Akuma wa hito no kokoro ni sumu | 17 aprile 2011    |         |
| 1        | 1   | Rin è un adolescente che sembra proprio avere il dono naturale di cacciarsi costantemente nei guai, nonostante egli cerchi di far sempre del suo meglio per soddisfare le aspettative di suo fratello gemello Yukio e del padre Shiro Fuyimoto, pastore protestante nonché eminente esorcista. A 15 anni fa spesso e volentieri a botte con i bulletti del quartiere; non ha la benché minima intenzione di proseguire con gli studi, cerca anzi di trovarsi qualche lavoretto part time, ma senza alcun concreto risultato. Questo per lui normalissimo tran tran continua fino a quando non viene finalmente a conoscere l'oscuro segreto che sta dietro alle proprie origini: Fuyimoto ha agito fino ad allora in realtà come suo tutore, in quanto il suo vero padre è niente meno che Satana, il più potente fra tutti i demoni operanti nel mondo parallelo a quello umano. |                   |         |
| 2        | 2   | La porta di Gehenna 「虚無界の門」 - Gehena gēto | 24 aprile 2011    |         |
| 2        | 2   | Fuyimoto, col supporto dei suoi collaboratori all'abbazia, cerca di far del suo meglio per continuare nonostante tutto - anche dopo che il ragazzo ha scoperto la verità - a proteggere Rin dai demoni che, apparsi un po' dappertutto, incominciano spietatamente ad inseguirli; rinserrati all'interno della chiesa abbaziale tentano disperatamente di resistere all'assalto quand'ecco che anche l'esorcista viene posseduto. È Satana in persona a comparire di fronte a Rin nelle sembianze stravolte di Fuyimoto; è venuto a riprendersi il "figlio" per riportarlo alla Gehenna, la realtà ultraterrena demoniaca (rispetto a quella eminentemente umana, chiamata Assiah): attraverso il pavimento si apre una porta da cui gorgogliano orde di esseri mostruosi che cercano di trattener Rin. Per un attimo Fuyimoto riesce a prendere nuovamente il controllo del proprio corpo e col crocifisso che porta al collo si pugnala al cuore per costringere Satana ad andarsene: Rin , che vede spirare davanti agli occhi il suo "vecchio" sfodera la spada del potere poco prima consegnatagli e in tal modo scaccia i restanti demoni. |                   |         |
| 3        | 3   | Fratelli 「兄と弟」 - Ani to otōto | 1º maggio 2011    |         |
| 3        | 3   | Rin contatta il miglior amico di Fuyimoto, un bizzarro individuo vestito come il cappellaio matto della fiaba di Alice nel paese delle meraviglie che conduce con sé all'Accademia della Vera Croce-True Cross Academy di cui è il preside: il suo nome è Mephysto Pheles (da Mefistofele), ma conosciuto anche come Signor Faust. In memoria dell'amato "vecchio" Fuyimoto il ragazzo gli chiede di insegnargli ad esser esorcista: l'autentico figlio di Satana che vuol diventar uno scaccia-demoni. Ma durante il suo primo giorno di lezione Rin rimane letteralmente shoccato nello scoprire che il suo sensei di 'medicina demoniaca' è nient'altro che il fratello Yukio; anch'egli difatti ha sempre saputo del segreto che gravava sopra le spalle del gemello primogenito ed anzi, per proteggerlo, da ben sette anni ha preso anche lui a studiare esorcismo. Da quel momento i po vivranno assieme all'accademia, con Rin che dovrà però cercar di tener celata a tutti la sua vera origine. |                   |         |
| 4        | 4   | Il giardino di Amahara 「天空の庭」 - Amahara no niwa | 8 maggio 2011     |         |
| 4        | 4   | Yukio si fa accompagnare da Rin alla drogheria magica che rifornisce l'Accademia per ordinare una serie di stock di materiali vari che gli occorrono. La giovane figlia della proprietaria, Shiemi, sembra essere afflitta da un demone vegetale dimorante nelle vicinanze che gli ha via via tolto tutta la forza dalle gambe, rendendola invalida. Dal giorno della morte della nonna, di cui s'incolpa inconsciamente avendola lasciata sola per uscire, la ragazzina ha sempre vissuto rinserrata nel giardino di famiglia, occupandosi delle piante e dormendo all'interno del magazzino degli attrezzi. Rin si troverà così a dover dare un aiuto essenziale e Yukio nella lotta contro il demone soggiornante in un fiore di violetta: Shiemi aveva accettato di donare tutta la propria energia vitale al demone in cambio della protezione del giardino, unico ricordo vivente della cara nonna scomparsa. Il ragazzo gli fa inoltre comprendere che la nonna non avrebbe mai voluto vederla perder la vita in quel modo ma anzi, semmai, mandarla fuori alla ricerca del vasto Amahara, il giardino celeste in cui Dio raccoglie tutti i fiori più belli esistenti al mondo. |                   |         |
| 5        | 5   | Il bambino del tempio maledetto 「祟り寺の子」 - Tatari-dera no ko | 15 maggio 2011    |         |
| 5        | 5   | Shiemi, perdutamente innamorata di Yukio, diventa la nuova compagna di classe di Rin; questi, per il suo continuo menefreghismo e cronica disattenzione durante le ore di lezione (quando gli insegnanti spiegano sta sempre a dormire), attira l'ira d'un altro compagno di classe, Ryuji Suguro alias "Bon"; pur con una cresta bionda di capelli e i buchi alle orecchie è uno di quelli che ottengono sempre i voti più alti durante i compiti, è difatti molto intelligente e si applica con costanza. La sfida tra i due si accende fin dal primo momento, e l'uno non fa altro che stuzzicare l'altro ogni qual volta se ne presenti l'occasione; ma durante l'ora di educazione fisica Rin, dopo aver appreso dai due più cari amici di Bon la vera storia della sua vita, scopre che si trovano ad aver molte più cose in comune di quanto a prima vista potrebbe apparire: figlio d'un sacerdote shintoista, dopo la "Notte Blu" in cui Satana circonfuso di fiamme azzurre ha sterminato tutti gli esorcisti che operavano al Tempio dove viveva anche il padre, Bon è divenuto il bambino del tempio maledetto e tenuto a distanza da tutto. Questo è il motivo per cui ha giurato solennemente con se stesso di trasformarsi in un esorcista provetto per poter così definitivamente sconfiggere Satana; assieme a Konekomaru e Renzo, novizi anche loro come lui, si propone di riportare il Tempio del padre all'antico splendore. Dopo che Rin lo aiuta salvandolo da un demone-ranocchio che lo stava per divorare, Bon sembra sciogliersi un po' e diventar più conciliante e amichevole nei confronti dell'indisponente compagno. |                   |         |
| 6        | 6   | Il cuoco fantasma 「まぼろしの料理人」 - Maboroshi no ryōrinin | 22 maggio 2011    |         |
| 6        | 6   | Yukio è perseguitato dalle ragazze che vogliono ad ogni costo offrirgli il bentō tutti i giorni (a dimostrazione della simpatia che provano nei suoi confronti), si organizza allora con Rin perché sia invece il fratello - ch'è sempre stato molto bravo in ciò - a preparar i pasti per entrambi, utilizzando a tal scopo la cucina del loro dormitorio: si rendono ben presto conto però che essa è governata da Ukobach, uno spirito-cuoco. Questi, offeso perché i ragazzi hanno usato le sue pentole e fornelli senza chiedere il permesso, smette di preparare i pasti giornalieri per Yukio e Rin alla mensa scolastica di cui è responsabile; a sostituirlo è il preside Mephisto, che tra l'altro cucina malissimo. Ma Rin riesce presto a far amicizia con Ukobach, sfidandolo ad una gara culinaria. Tutto sembra essersi quindi risolto nel migliore dei modi, almeno fino a quando le tre ragazze che inseguono Yukio con i bento non s'introducono di notte furtivamente nella cucina del dormitorio; pensando che tutti i piatti deliziosi che vedono in frigorifero siano opera di Shiemi, che han veduto quel giorno entrare da Yukio, prese da folle gelosia distruggono il cibo gettandolo nella spazzatura. Ukobach, trasformatosi in un pericoloso spirito arrabbiato, dopo averle ficcate in un pentolone si prepara a cuocerle vive; sarà Rin a trattener appena in tempo l'amico cuoco fantasma dall'insano gesto. |                   |         |
| 7        | 7   | Stormo di piviere 「友千鳥」 - Tomochidori | 29 maggio 2011    |         |
| 7        | 7   | Desiderando più d'ogni altra cosa d'intrattener dei rapporti d'amicizia, Shiemi prova ad avvicinarsi ad Izumo (una delle migliori studentesse della scuola e soprannominata da Rin "miss sopracciglio") e Paku; ma mentre quest'ultima è sinceramente affabile e gentile, la prima invece finge sin dall'inizio cominciando a trattarla subito come una propria serva personale. Rin, che si rende ben presto conto di come sia effettivamente degenerata la situazione, prova a metter in guardia la ragazzina, ma senza esito alcuno. Poco dopo gli studenti dell'intera classe viene riunita al dormitorio vecchio, quello utilizzato da Rin e Yukio, per partecipare ad un campeggio preparatorio che dovrebbe testare le specifiche abilità di ognuno; ma l'attacco di un ghoul coglie di sorpresa Izumo e l'amica mentre queste si stanno facendo la doccia: toccherà a Rin tenere a bada il mostro fino all'arrivo di Yukio mentre Shiemi si prende cura delle ferite di Paku - prima che sia troppo tardi - grazie allo spirito vegetale che è riuscita ad evocare. |                   |         |
| 8        | 8   | Ora un certo uomo stava male... 「此に病める者あり」 - Koko ni yameru mono ari | 5 giugno 2011     |         |
| 8        | 8   | Ancora scossa dall'incidente accaduto e turbata dopo che l'amica Paku ha deciso di lasciare la classe preparatoria per esorcisti, Izumo rimane coinvolta in un acceso bisticcio con Bon, tanto che l'intera classe viene posta da in punizione. Poco dopo Yukio deve assentarsi per una missione e gli studenti, rimasti da soli chiusi all'interno del dormitorio, vengono attaccati e quasi messi spalle al muro dallo stesso ghoul del giorno precedente. Mentre Shiemi opera a protezione dei compagni e Bon e gli altri cercano di rendere inoffensivo uno dei due demoni apparsi, Rin allontana il secondo facendosi inseguire, tentando di far riaccendere le luci che si sono improvvisamente spente: giunge così a scoprire che i due mostri sono stati inviati da Igor, uno dei suoi insegnanti, il quale voleva aver la conferma riguardante il fatto che il ragazzo fosse realmente figlio di Satana. |                   |         |
| 9        | 9   | Ricordi 「おもひで」 - Omoide | 12 giugno 2011    |         |
| 9        | 9   | Il preside rivela agli studenti che l'attacco appena subito dai demoni faceva in realtà parte della prova d'esame per esser ammessi al grado d'Esquire, oltre che un modo pratico per insegnar loro la collaborazione; la maniera in cui hanno affrontato e superato la minaccia farà parte quindi del calcolo per la loro valutazione finale. Yukio si presenta al collega chiedendo ragione sul suo aver voluto forzare Rin ad utilizzare i propri poteri demoniaci durante l'esame, ed Igor gli risponde seccamente affermando che tutto quel che ha fatto non è stato altro che un eseguir alla perfezione gli ordini ricevuti da Mephisto. Tuttavia a Yukio non occorre molto per comprender che le reali intenzioni dell'uomo son quelle d'assassinare Rin; si affrontano sul tetto dell'edificio e proprio quando il giovane sembra trovarsi in difficoltà ecco apparir il fratello in soccorso. L'uomo, che è uno dei pochi sopravvissuti alla "Notte Blu", cerca ora di vendicarsi su Rin del male ricevuto a suo tempo da Satana; i due giovani riescono in ogni caso alla fine a farlo desistere e ad allontanarlo. |                   |         |
| 10       | 10  | Gatto nero 「黒猫」 - Kuro neko | 19 giugno 2011    |         |
| 10       | 10  | Siamo nel bel mezzo dell'estate e all'Accademia, priva com'è di adeguati sistemi di condizionamento, si soffre il caldo e l'afa. Kuro, il demone-gatto (Cat-Sith) salvato, accolto e protetto a suo tempo da Padre Fujimori e lasciato a guardia d'una delle entrate principali dell'Accademia, dopo aver saputo della sua morte impazzisce dal dolore e divenuto gigantesco inizia a crear problemi. Yukio viene subito chiamato per cercar di trovar una soluzione e Rin lo segue. Mentre Yukio e gli altri, dopo aver tentato invano di anestetizzarlo pensano che l'unica soluzione sia oramai quella di sopprimerlo, Rin riesce a percepire il grido disperato di tristezza che esce dalla gola di Kuro per la perdita dell'amato Shiro, decide pertanto di provare ad affrontarlo lui da solo; lo costringe ad accettare il fatto che suo padre è morto e che non lo potrà più vedere in questa vita. Kuro si libera interamente dall'ingorgo emotivo piangendo fino allo sfinimento: Rin è riuscito così a farlo calmare senza necessità d'ucciderlo. |                   |         |
| 11       | 11  | Il demone degli abissi 「(深海の悪魔)」 - Shinkai no akuma | 26 giugno 2011    |         |
| 11       | 11  | Rin, accompagnato da Izumo e Shima, viene inviato per la sua prima missione ufficiale come Equires in una ridente cittadina costiera che però sembra, da un po' di tempo a questa parte, essere afflitta dalla presenza di un Kraken; il temibile demone marino lascia difatti davanti a sé una scia nera che ad intermittenza colora interamente la costa. Nel frattempo vengono anche assunti come aiutanti nel negozietto a conduzione familiare di "basettone" sensei. Izumo s'imbatte presto in un simpatico ma alquanto strambo ragazzino di nome Yohei il cui padre sei mesi addietro ha deciso di fronteggiar da solo il mostro, ma che da giorno in cui è partito a bordo d'una zattera non ha più fatto ritorno; il piccolo, che venera il padre qual fonte di suprema sapienza, decide di metter in atto la propria vendetta contro la demoniaca creatura dei mari ed attende solo il momento propizio per poter imbarcarsi anche lui. Poco tempo dopo il mare si tinge del color della pece ed appare all'orizzonte un'ombra minacciosa; tutti si lanciano contro quello che credono essere il demone, fino a che non s'accorgono che altro non è che un gigantesco calamaro. Anzi, proprio esso ha ricondotto a casa il padre di Yohei che s'era perduto nel bel mezzo dell'oceano e non riusciva più a trovare la via di casa: in questo esattamente uguale al figlio che senza la guida del suo cagnolino sembra perdere del tutto il senso dell'orientamento. |                   |         |
| 12       | 12  | Un gioco di inseguimento 「鬼事」 - Onigokko | 3 luglio 2011     |         |
| 12       | 12  | Rin assieme a tutti i suoi compagni han il compito di cercare il fantasma di un bambino che è stato veduto aggirarsi all'interno del luna park; suddivisi in coppie vengono mandati in avanscoperta. Rin e Shiemi riescono per primi a rintracciar il fantasmino e, mentre la ragazza comincia ad inseguirlo da sola ecco apparire di fronte a Rin per la prima volta Amaimon, uno dei demoni maggiori della Gehenna e fratello di Mephisto. L'avversario di Rin gli ruba facilmente la spada e comincia a provocarlo per far sì che questi accetti di combattere contro di lui; proprio mentre le cose si stanno facendo difficili Yamada, il ragazzo incappucciato compagno di Rin, svela la sua vera identità: si tratta in realtà di Shura, carina e formosa esorcista d'alto livello nonché vecchia amica di Padre Fujimoto. Mentre la giovane donna mette in fuga Amaimon ed impone a Rin di celar immediatamente agli occhi altrui le fiamme blu che lo identificano come figlio di Satana, Shiemi riesce a far trascorrere una giornata d'intensa felicità al bambino fantasma il quale infine, soddisfatto, abbandona il parco dei divertimenti. |                   |         |
| 13       | 13  | La prova 「証明」 - Shōmei | 10 luglio 2011    |         |
| 13       | 13  | Shura, ex apprendista di Shiro - da lui raccolta quand'era ancora una bimba - è stata incaricata dalle alte sfere di indagare sulle eventuali connessioni del giovane Rin con Satana, per tal motivo s'era fino ad allora mimetizzata tra i compagni di classe del ragazzo. L'ordine è espressamente quello di ucciderlo se le voci che circolavano nei suoi confronti si fossero rivelate veritiere; gli sottrae pertanto la spada e lo conduce nella cella degli interrogatori all'Accademia. Shura però decide di non eseguire, almeno temporaneamente, la condanna ed invece d'accettare la richiesta fattagli tempo addietro dallo stesso Shiro di prendersi cura lei di Rin al posto suo, nel caso gli fosse accaduto qualcosa di grave. I dubbi che ancora conserva in cuore vengono definitivamente spazzati via quando riesce a comprendere sempre meglio le intenzioni di Shiro, il quale ha allevato Rin come fosse il proprio vero figlio col preciso intento di farlo diventare un'arma umana contro il signore dei demoni. |                   |         |
| 14       | 14  | Un divertente campo estivo 「愉しいキャンプ」 - Tanoshii Kyanpu | 17 luglio 2011    |         |
| 14       | 14  | Il primo semestre si è finalmente concluso, segnando così l'inizio delle vacanze estive per tutti gli studenti della True Cross; ma per Rin e i suoi sei compagni Exwire non è ancora in vista il sospirato riposo, debbono difatti prendere parte ad un campeggio di tre giorni in preparazione ai veri e propri combattimento che li attendono in futuro in qualità d'esorcisti. saranno guidati da Yukio e Shura. Alzate le tende in uno spiazzo nel bel mezzo della foresta gli viene affidata la missione di recuperare tre grandi lampade di pietra dislocate in punti differenti; mentre Izumo e Tanaka riescono tranquillamente ad eseguire il loro compito, gli altri cinque si trovano a dover collaborare tutti assieme per attraversar un traballante ponte di legno con al di sotto un flusso costante di esseri vermiformi. Ognuno fa la sua parte, con lo stesso Shima costretto ad affrontar la propria irrazionale paura nei confronti degli insetti; ma alla fine Rin, che è riuscito per un soffio a tener nascosta a Bon la sua vera identità, s'appoggia esausto al legno semi-marcito del ponte facendolo rovinosamente crollare nel fiume di vermi e facendo risvegliando in tal modo il gigantesco demone-farfalla del luogo. |                   |         |
| 15       | 15  | Atto di bontà 「やさしい事」 - Yasashii koto | 24 luglio 2011    |         |
| 15       | 15  | Rin viene salvato da Bon e tutti riescono a tornare sani e salvi al campo, ma subito dopo vengono attaccati di sorpresa da Amaimon a cavalcioni di Astaroth; il demone più forte della Terra riesce a prender in ostaggio Shiemi per costringere Rin a combattere con lui ed estrarre la spada (appena riconsegnatagli da Shura). Trovandosi presto senza più alcuna via d'uscita, a Rin non rimane altra scelta che sguainare davanti ai compagni la spada che libera i propri poteri demoniaci. Costretto così da Amaimon a rivelare il proprio segreto ed esporre la sua vera forma satanica di fronte agli amici, Rin si scaglia contro il fratellino di Mephisto (il quale assiste dall'alto a mezz'aria) a difesa di Shiemi e degli altri; riesce facilmente a vincere e metter fuori causa Amaimon, ma sembra perder del tutto il controllo della sua forza demoniaca andando su tutte le furie: solamente Shiemi riesce a tranquillizzarlo abbracciandolo stretto. Intanto Kurihara, la katana che ne contiene i poteri, si rompe durante la battaglia: infine i compagni di Rin non riescono ancora riprendersi dallo stupore dopo aver appreso la verità nei riguardi dell'amico. |                   |         |
| 16       | 16  | Scommessa 「賭」 - Kake | 31 luglio 2011    |         |
| 16       | 16  | Rin, tranquillizzatosi grazie all'intervento di Shiemi, viene catturato da Arthur, il Knight Paladin, imprigionato in un contenitore che ne addormenta le funzioni vitali e condotto al quartier generale dell'Ordine della True Cross; vengono convocati anche Shura e Mephisto in qualità di testimoni. Intanto i compagni di classe di Rin, accorsi al capezzale di Konokumaru rimasto ferito ad un braccio, decidono di provare ad aiutare l'amico, nonostante tutto; spronati da Izumo e Shiemi si mettono quindi in viaggio per Kyoto alla ricerca dell'ultimo discendente del fabbro che a suo tempo ha forgiato la spada Kurikara, con l'intenzione di farla riparare. La trovano, si tratta difatti d'una ragazza amica d'infanzia di Bon, la quale per poterli aiutare ha però bisogno dei due chiodi di metallo magico dell'antico Tempio conservatisi dopo la "Notte Blu"; i ragazzi vi si dirigono velocemente e qui Yukio e Bon, dopo aver superato le tentazioni dei Māra celati all'interno delle statue del Buddha, riescono a portar i chiodi alla giovane la quale può in tal modo iniziar l'opera di riparazione della spada. Intanto davanti alle alte sfere dell'Ordine, i Grigori, Mephisto dichiara esplicitamente che l'intenzione sua e di Padre Fujimori, nel mantener in vita Rin, è stata quella di farlo diventar col tempo una vera e propria arma contro Satana: desideravano farne il Salvatore di Assiah! Proprio nel momento in cui sta cercando di convincere i membri del tribunale - riuniti per giudicare anche lui di alto tradimento - alle sue ragioni, un Amaimon infuriato in groppa a Behemot rompe i sigilli d'ingresso dell'aula e si scaraventa addosso a Rin ancora chiuso e addormentato nel contenitore creato da Arthur. |                   |         |
| 17       | 17  | Tentazione 「誘惑」 - Yūwaku | 7 agosto 2011     |         |
| 17       | 17  | Superate facilmente tutte le difese anti-demone del luogo e feriti Arthur e Shura, Amaimon ha raggiunto l'aula centrale in cui si trova rinchiuso Rin e dove Mephisto sta convincendo i Grigori ad accordar fiducia al piano suo e di Shiro, scommettendo sulla sua riuscita finale. Utilizzando la katana ammazza-demoni appena forgiata a nuovo e portata fin lì dai compagni Rin, fatto risvegliare appositamente, sconfigge sia Amaimon che Behemot. Il tribunale decide allora di metter alla prova il ragazzo, accettando quindi la scommessa ideata da Mephisto e Shiro, concedendogli sei mesi per superar l'esame di autorizzazione al grado di Meister, pena la morte se non vi riuscirà in tempo: sotto il diretto controllo di Shura e Yukio Rin inizia così uno speciale e durissimo allenamento per imparar a controllare sempre più le proprie fiamme demoniache. Ma alcuni dei suoi compagni continuano a provare sentimenti contrastanti nei suoi confronti, dopo aver appreso del suo legame di sangue con Satan in persona; il più combattuto di loro si rivela essere il piccolo Konekomaru, che viene presto avvicinato da un'oscura presenza a forma di corvo gigante e dotata di rossi occhi sanguigni. Questa, facendo leva sulla paura ed inconscio rancore che il ragazzo prova nel profondo del cuore nei confronti di Rin, lo tenta: se Konekomaru accetta d'accoglierlo dentro sé lui in cambio gli donerà il potere e la forza per sconfiggere il figlio di Satan. |                   |         |
| 18       | 18  | Gufū 「颶風」 - Gufū | 14 agosto 2011    |         |
| 18       | 18  | Dopo che Rin e Izumo (recatasi ad incoraggiarlo nei suoi esercizi) vengono aggrediti da quello che sembra essere un demone-pennuto denominato Gufū, Mephisto dà l'ordine agli Exwire di controllare tutte le barriere che proteggono la scuola dagli attacchi demoniaci, alla ricerca d'una qualsiasi eventuale breccia. Il nemico sconosciuto si rivela presto esser un potente demone che, dopo esser riuscito ad infiltrarsi non si sa come all'interno dell'Accademia, approfittando delle paure e debolezze insite nel cuore di Konekomaru, ha preso possesso del suo corpo. Nel frattempo Shura individua un passaggio magico che conduce ad un laboratorio abbandonato per la creazione della vita artificiale. Quando il cuore di Konekomaru soccombe alla tentazione demoniaca i suoi compagni accorrono in suo aiuto; Rin riesce ad uccidere il mostro e a salvar la vita all'amico, grazie anche alla fiducia che quest'ultimo dimostra aver in lui. Infine, vergognandosi d'aver causato così tanti problemi a tutti quanti, Konekomaru decide di lasciar l'Accademia e tornarsene a casa, ma viene raggiunto dagli altri prima della partenza e convinto a rimanere. |                   |         |
| 19       | 19  | Un giorno in cui non succede niente 「なんでもない日」 - Nandemonai hi | 21 agosto 2011    |         |
| 19       | 19  | Il gruppetto di amici Exwire vengono a conoscenza che il compleanno di Izumo è oramai alle porte, decidono pertanto di prepararle una festa a sorpresa; nonostante tutti i loro sforzi per tenere il segreto Izumo nota le stranezze improvvise dei suoi compagni e, credendo inizialmente ad un flirt tra Paku e Renzo, si mette a pedinarli: viene così un poco alla volta a conoscenza di tutto il piano. Infine la ragazza sostiene che un eventuale festeggiamento dovrebbe riguardare anche coloro il cui compleanno è già trascorso e che non è stato possibile adeguatamente festeggiare. Alla fine, accompagnata dalla torta gigante preparata da Ukoback, diverrà una festa in cui tutti gli amici si scambiano reciproci doni. |                   |         |
| 20       | 20  | Maschera 「假面」 - Kamen | 28 agosto 2011    |         |
| 20       | 20  | Rin e Yukio ricevono la notizia che i loro amici del monastero in cui son stati allevati da Shiro hanno dovuto affrontare un attacco da parte di uno strano essere mascherato; egli, ricoprendo i corpi con una ragnatela apparentemente indistruttibile ne causa la morte per asfissia. Nel suo tentativo d'inseguire il colpevole, il cui obiettivo sembra quello d'aggredire chiunque abbia avuto un qualche legame col figlio di Satan, Yukio si scontra in cima ad un campanile con Negautz; ma questi riesce a fuggire senza dargli alcuna spiegazione plausibile sulla sua presenza in quel luogo. Pur avendo la spada inestricabilmente sigillata a causa della ragnatela che gli si è attorcigliata attorno, Rin insiste nel gettarsi alla ricerca del misterioso avversario, ma viene trattenuto da Yukio e Shura. Ma quando viene a sapere che gli stessi compagni di classe son stati fatti prigionieri si precipita ad aiutarli. Appena prima d'esser in grado d'intervenir a loro favore lo stesso Mephisto viene portato via in catene dai rappresentanti superiori dell'Ordine, che lo sospettano di dirigere ricerche non autorizzate sulla produzione di vita artificiale. Riuscendo per la prima volta a controllar in maniera perfetta le proprie fiamme, Rin sconfigge l'avversario mascherato, liberando gli amici dal grave pericolo in cui erano incorsi. Il nemico però grazie a Negautz fugge, dopo di che l'uomo rivela trattarsi di sua moglie. |                   |         |
| 21       | 21  | Il giardino segreto 「秘密の花園」 - Himitsu no hanazono | 4 settembre 2011  |         |
| 21       | 21  | Shiemi trova una donna svenuta e gravemente ferita all'interno del suo giardino, pertanto la soccorre immediatamente portandola in casa. Nel frattempo Yukio incontra Ernst, un vecchio signore che dice d'esser suo nonno: questi rivela al nipote esterrefatto la verità riguardante la madre sua e di Rin, condannata ancor giovanissima dalle alte gerarchie del Vaticano e fatta bruciare viva sulla pubblica piazza con l'accusa d'esser una strega. L'uomo conduce il ragazzo nel suo laboratorio segreto, ove si stanno mettendo a punto vari armamenti anti-demone per esorcisti 'Dragon', chiedendogli di unirsi a lui per portar a termine il proprio progetto, quello di distruggere definitivamente Gehenna. Neuhaus sensei viene intanto interrogato da Shura nella cella della True Cross; egli racconta che la moglie Michelle non è altro che uno zombie, è stata fatta cioè resuscitare a sua insaputa a partire dal corpo morto conservato amorevolmente dal marito: la sua mente risorta ha così rivissuto la tragedia della famiglia sterminata da Satan un desiderio insopprimibile di vendetta, ed è per questo che ha cercato di sopprimere tutti quelli che avevano a che fare coi figli di Satan. Rin scopre poco dopo che la donna aiutata da Shiemi è proprio Michelle; il Paladin Arthur appare nel giardino della ragazza accompagnato da un esercito armato fino ai denti: vogliono ucciderla ma Shiemi la difende. Lo stesso Rin si oppone all'idea omicida di Arthur, e Michelle muore, felicemente sorpresa dal fatto che venga protetta da chi la vuole morta proprio dal figlio di Satan, tra le braccia di Shiemi. |                   |         |
| 22       | 22  | Caccia al demone 「悪魔狩り」 - Akuma-gari | 11 settembre 2011 |         |
| 22       | 22  | Ernst subentra al posto di Mephisto come nuovo leader della True Cross ed innalza Yukio al titolo di Paladin. Tutti gli esorcisti disponibili vengono equipaggiati con un armamento speciale atto a drenar e raccogliere il sangue dei domini uccisi: inizia allora una vera e propria Crociata generalizzata per cancellar tutti i demoni dalla faccia della Terra e a tutti è imposto di partecipare attivamente. Rin e i suoi amici cominciano però ad indagare sul perché l'Ordine abbia deciso così improvvisamente di adottare tali estreme misure di distruzione di massa, un autentico genocidio. Yukio sembra determinato a svolger con tutta la serietà del caso il compito affidatogli da Ernst, sostenendo che da ora in avanti tutte le azioni intraprese sono volte alla realizzazione della completa distruzione dell'intero mondo demoniaco: quando anche Satan sarà definitivamente battuto sia lui che il fratello avrebbero finalmente potuto diventare al 100% umani. Sulla cima dell'edificio principale dell'Accademia si sta raccogliendo il sangue demoniaco che permette di aprir il cancello che conduce a Gehenna. Ma Yukio viene presto ad apprendere che Ernst intende utilizzare lo stesso sangue di Rin, che è stato appena catturato e crocifisso al centro del cerchio magico disegnato sul tetto in qualità di sacrificio umano. Yukio sconvolto chiede d'esser lui a donare il sangue necessario al posto del fratello ed Ernst pare acconsentire: quando i compagni di classe di Rin riescono a giungere sul luogo trovano un Yukio irriconoscibile i cui poteri demoniaci si sono appena risvegliati al loro massimo grado. |                   |         |
| 23       | 23  | Verità 「真実」 - Shinjitsu | 18 settembre 2011 |         |
| 23       | 23  | Utilizzando il sangue per metà demoniaco de fratelli Okumura, Ernst riesce ad aprire un varco tra i mondi di Assiah e Gehenna; una grande porta che conduce verso gl'inferi si spalanca davanti ai loro piedi: viene allora subito sganciato da un aereo in volo Messiah, una potentissima arma di distruzione di massa composta d'antimateria, nel tentativo d'annichilare l'intero regno di Satan. Purtroppo per lui però il piano fallisce, anzi gli si ritorce contro quando Satan in persona appare rivelando a Yukio la verità dietro le origini sue e del fratello: la loro giovane madre aveva voluto aver un figlio dal capo dei demoni per propugnar la convivenza pacifica tra i due mondi e proprio Ernst, non potendo in alcun modo accettar questo fatto, ha lasciato senza esitazione morire la figlia per mano degli inquisitori. All'ultimo momento, salvata da Satan, è trovata da Shiro all'interno d'una grotta in mezzo alla neve: dopo esser morta di parto, l'esorcista si prende cura dei due neonati in combutta con Mephisto. Yukio, travolto dalla rivelazione, fa precipitare il vecchio negli inferi e nel contempo viene sopraffatto da una rabbia terribile la quale permette a Satan d'introdursi in lui. |                   |         |
| 24       | 24  | La stirpe di Satana 「魔神の落胤」 - Satan no ko | 25 settembre 2011 |         |
| 24       | 24  | Rin e i suoi amici riescono a fuggire da Satan il quale ha oramai preso possesso dell'identità di Yukio; i demoni iniziano a distruggere la True Cross Academy con le fiamme blu. Sapendo che Satan è costretto a rimaner accanto alla Porta che collega i due mondi per sorvegliarla, avendo Rin il potere di distruggerla, Shura si presenta davanti a lui per distrarlo e cercar di farlo allontanare, cosicché Rin possa ri-sigillare la Porta: mentre i suoi compagni aiutano tutti gli altri studenti ad evacuare l'edificio scolastico. Ma il loro piano viene interrotto quando interviene Shiemi cercando di dissuadere Yukio, purtroppo per lei senza alcun risultato effettivo. Sarà Rin, dopo notevolissimi sforzi a riuscire a far sì che suo fratello riprenda conoscenza e quindi riacquisti il potere del proprio corpo, espellendone Satan. Tuttavia la porta continua inesorabile ad ampliarsi, facendone uscire miriadi di demoni e contemporaneamente inglobando dentro sé parti sempre maggiori del mondo umano. |                   |         |
| 25       | 25  | L'attimo supremo 「時よ止まれ」 - Toki yo tomare | 2 ottobre 2011    |         |
| 25       | 25  | Rin, Yukio, Shura ed Arthur uniscono le loro forze per abbattere il portale di Gehenna, ma senza successo. Nel frattempo i demoni continuano a sciamare attraverso di essa dando notevole filo da torcere a tutti gli altri esorcisti: tutto ciò continua fino al tramonto quando i compagni di Rin non aprono un passaggio - utilizzando le chiavi magiche dell'Accademia - che conduce direttamente in piazza San Pietro. Essendoci 7 ore di fuso orario di differenza, lì è ancora pieno giorno e pertanto possono, tramite un gioco di specchi, riflettere la luce del Sole di Roma contro i demoni che li aggrediscono: in tal maniera li annientano. Rin e Yukio ne approfittano immediatamente e, unendo i loro poteri demoniaci dopo averli sbloccati, volano in forma d'aquila fiammeggiante contro la Porta infera distruggendola. Mephisto assiste seduto su uno scranno dall'alto dei cieli. È passato oramai un mese da quando Satan ha dovuto abbandonar i suoi piani di conquista e unificazione dei due mondi, le cose cominciano a tornare lentamente alla normalità presso la True Cross: i gemelli Okumura vanno a far visita davanti alla tomba della madre prima di tornar felicemente ai propri doveri di esorcisti. |                   |         |
| -        | OAV | 「クロの家出」 - Kuro no lede – "Kuro viaggia lontano da casa" | 26 ottobre 2011   |         |
| -        | OAV | Kuro, il famiglio di Rin, quando gli viene fatto uno scherzo da quest'ultimo, decide di partire per trovare un nuovo padrone migliore di lui. |                   |         |

### Blue Exorcist: Kyoto Saga
| Nº serie | Nº    | Titolo italiano Giapponese 「Kanji」 - Rōmaji                  | In onda          | In onda |
| Nº serie | Nº    | Titolo italiano Giapponese 「Kanji」 - Rōmaji                  | Giapponese       |         |
| 26       | 1     | Piccoli inizi 「嚆矢濫觴」 - Kōshi ranshō                      | 6 gennaio 2017   |         |
| 27       | 2     | Strane alleanze 「呉越同舟」 - Goetsu dōshū                    | 13 gennaio 2017  |         |
| 28       | 3     | I sospetti porteranno altri sospetti 「疑心暗鬼」 - Gishinanki | 20 gennaio 2017  |         |
| 29       | 4     | Tradimento 「背信棄義」 - Haishin kigi                         | 27 gennaio 2017  |         |
| 30       | 5     | Misteriose connessioni 「合縁奇縁」 - Aienkien                 | 3 febbraio 2017  |         |
| 31       | 6     | Un lupo travestito da agnello 「綿裏包針」 - Menrihōshin       | 10 febbraio 2017 |         |
| 32       | 7     | Come un fuoco divampante 「気炎万丈」 - Kienbanjō              | 17 febbraio 2017 |         |
| 33       | 8     | Di padre in figlio 「父子相伝」 - Fushi sōden                  | 23 febbraio 2017 |         |
| 34       | 9     | Nel bene e nel male 「雪中松柏」 - Setchūshōhaku               | 3 marzo 2017     |         |
| 35       | 10    | Indomito e indistruttibile 「不撓不屈」 - Futōfukutsu          | 10 marzo 2017    |         |
| 36       | 11    | Splendere come il sole 「光輝燦然」 - Kōkisanzen               | 17 marzo 2014    |         |
| 37       | 12    | Sincero e libero 「虚心坦懐」 - Kyoshintankai                  | 24 marzo 2017    |         |
| -        | OAV 1 | 「蛇と毒」 - Hebi to doku – "Il serpente e il veleno"          | 4 aprile 2017    |         |
| -        | OAV 2 | 「スパイ・ゲーム」 - Supai Gēmu – "Spy Game"                   | 4 ottobre 2017   |         |

### Blue Exorcist: Shimane Illuminati Saga
| Nº serie | Nº | Titolo italiano Giapponese 「Kanji」 - Rōmaji                                     | In onda          | In onda |
| Nº serie | Nº | Titolo italiano Giapponese 「Kanji」 - Rōmaji                                     | Giapponese       |         |
| 38       | 1  | Un mondo chiassoso 「ざわめく世界」 - Zawameku sekai                              | 6 gennaio 2024   |         |
| 39       | 2  | Il luogo in cui si nascondono i segreti 「秘密の在り処」 - Himitsu no arika       | 13 gennaio 2024  |         |
| 40       | 3  | Il festival dell'Accademia della Vera Croce 「正十字学園祭」 - Seijūji gakuen-Sai | 20 gennaio 2024  |         |
| 41       | 4  | L'informatore 「内通者」 - Naitsū-sha                                             | 27 gennaio 2024  |         |
| 42       | 5  | Destino 「運命」 - Unmei                                                          | 3 febbraio 2024  |         |
| 43       | 6  | Non mi affiderò più degli altri 「もう誰も頼れない」 - Mō dare mo tayorenai       | 10 febbraio 2024 |         |
| 44       | 7  | Esitazione 「迷い」 - Mayoi                                                       | 17 febbraio 2024 |         |
| 45       | 8  | Determinazione 「覚悟」 - Kakugo                                                  | 24 febbraio 2024 |         |
| 46       | 9  | Aiutatemi 「助けて」 - Tasukete                                                   | 2 marzo 2024     |         |
| 47       | 10 | Amici 「仲間」 - Nakama                                                           | 9 marzo 2024     |         |
| 48       | 11 | Il ragno rosa 「ピンクスパイダー」 - Pinku Supaidā                                | 16 marzo 2024    |         |
| 49       | 12 | Intenzioni nascoste 「隠された本」 - Kakusa reta hon                              | 23 marzo 2024    |         |

### Blue Exorcist: Beyond the Snow Saga/The Blue Night
| Nº serie             | Nº | Titolo italiano Giapponese 「Kanji」 - Rōmaji                                                  | In onda          | In onda |
| Nº serie             | Nº | Titolo italiano Giapponese 「Kanji」 - Rōmaji                                                  | Giapponese       |         |
| Beyond the Snow Saga |    |                                                                                                |                  |         |
| 50                   | 1  | Ambizione 「野望」 - Yabō                                                                      | 5 ottobre 2024   |         |
| 51                   | 2  | Sofferenza 「苦悩」 - Kunō                                                                     | 12 ottobre 2024  |         |
| 52                   | 3  | Città natale 「故郷」 - Furusato                                                               | 19 ottobre 2024  |         |
| 53                   | 4  | Addio a te 「さよならあなた」 - Sayonara anata                                                 | 26 ottobre 2024  |         |
| 54                   | 5  | Come se potessi piangere 「泣けとばかりに」 - Nake to bakari ni                                | 2 novembre 2024  |         |
| 55                   | 6  | Risveglio 「啓蟄」 - Keichitsu                                                                 | 9 novembre 2024  |         |
| 56                   | 7  | Foglie anomale 「異形葉」 - Ikeiyō                                                             | 16 novembre 2024 |         |
| 57                   | 8  | Happy (Merry Christmas) party! 「ハッピー（メリクリ）バースデー！」 - Happī (Merikuri) Bāsudē! | 23 novembre 2024 |         |
| 58                   | 9  | Felicitazioni 「寿」 - Kotobuki                                                                | 30 novembre 2024 |         |
| 59                   | 10 | Sotto la neve che cade 「散る雪の中で」 - Chiru yuki no naka de                                | 7 dicembre 2024  |         |
| 60                   | 11 | Oltre la neve 「雪の果て」 - Yuki no hate                                                      | 14 dicembre 2024 |         |
| 61                   | 12 | Addio 「決別」 - Ketsubetsu                                                                    | 21 dicembre 2024 |         |
| The Blue Night Saga  |    |                                                                                                |                  |         |
| 62                   | 13 | Shiro e Yuri 「獅郎とユリ」 - Shīrō to Yuri                                                    | 4 gennaio 2025   |         |
| 63                   | 14 | Verità 「真実」 - Shinjitsu                                                                    | 11 gennaio 2025  |         |
| 64                   | 15 | Solitudine 「一人ぼっち」 - Hitoribotchi                                                       | 18 gennaio 2025  |         |
| 65                   | 16 | Il risveglio di Satana 「サタン覚醒」 - Satan kakusei                                          | 25 gennaio 2025  |         |
| 66                   | 17 | Qualcosa di più importante del corpo 「身体より大事なもの」 - Karada yori daijinamono          | 1º febbraio 2025 |         |
| 67                   | 18 | Se non fossi mai esistito 「俺さえいなければ」 - Ore sae inakereba                             | 8 febbraio 2025  |         |
| 68                   | 19 | La notte prima 「前夜」 - Zen'ya                                                               | 15 febbraio 2025 |         |
| 69                   | 20 | La Notte Blu 「青い夜」 - Aoi yoru                                                             | 22 febbraio 2025 |         |
| 70                   | 21 | Battaglia mortale 「死闘」 - Shitō                                                             | 1º marzo 2025    |         |
| 71                   | 22 | Luce 「光」 - Hikari                                                                           | 8 marzo 2025     |         |
| 72                   | 23 | Promessa 「約束」 - Yakusoku                                                                   | 15 marzo 2025    |         |
| 73                   | 24 | Grazie 「ありがとう」 - Arigatō                                                                | 22 marzo 2025    |         |

## Home video

### Giappone
La prima stagione è stata pubblicata in DVD e Blu-ray dal 22 giugno 2011 al 21 marzo 2012. Un OAV è uscito il 26 ottobre 2011.
| Volume | Episodi | Data di pubblicazione |
| ------ | ------- | --------------------- |
| 1      | 1–2     | 22 giugno 2011        |
| 2      | 3–5     | 27 luglio 2011        |
| 3      | 6–8     | 24 agosto 2011        |
| 4      | 9–11    | 21 settembre 2011     |
| 5      | 12–13   | 26 ottobre 2011       |
| 6      | 14–15   | 23 novembre 2011      |
| 7      | 16–18   | 14 dicembre 2011      |
| 8      | 19–21   | 25 gennaio 2012       |
| 9      | 22–23   | 22 febbraio 2012      |
| 10     | 24–25   | 21 marzo 2012         |
| -      | OAV     | 26 ottobre 2011       |

La seconda stagione è stata pubblicata in DVD e Blu-ray dall'8 marzo al 9 agosto 2017. Due OAV sono usciti rispettivamente il 4 aprile e il 4 ottobre 2017.
| Volume | Episodi | Data di pubblicazione |
| ------ | ------- | --------------------- |
| 1      | 1–2     | 8 marzo 2017          |
| -      | OAV 2   | 4 aprile 2017         |
| 2      | 3–4     | 12 aprile 2017        |
| 3      | 5–6     | 10 maggio 2017        |
| 4      | 7–8     | 14 giugno 2017        |
| 5      | 9–10    | 12 luglio 2017        |
| 6      | 11–12   | 9 agosto 2017         |
| -      | OAV 3   | 4 ottobre 2017        |

La terza stagione è stata pubblicata in DVD e Blu-ray dal 24 aprile al 29 maggio 2024.
| Volume | Episodi | Data di pubblicazione |
| ------ | ------- | --------------------- |
| 1      | 1–6     | 24 aprile 2024        |
| 2      | 7–12    | 29 maggio 2024        |

La quarta stagione è stata pubblicata in DVD e Blu-ray dal 29 gennaio al 28 maggio 2025.
| Volume  | Episodi | Data di pubblicazione |
| Parte 1 | Parte 1 | Parte 1               |
| ------- | ------- | --------------------- |
| 1       | 1–6     | 29 gennaio 2025       |
| 2       | 7–12    | 26 febbraio 2025      |
| Parte 2 |         |                       |
| 1       | 1–6     | 23 aprile 2025        |
| 2       | 7–12    | 28 maggio 2025        |